# Coprinus nemoralis
Coprinus nemoralis är en svampart som beskrevs av Bender 1993. Coprinus nemoralis ingår i släktet Coprinus och familjen Agaricaceae.   Inga underarter finns listade i Catalogue of Life.